# Gunnellichthys curiosus
Gunnellichthys curiosus is een straalvinnige vissensoort uit de familie van de wormvissen (Microdesmidae). De wetenschappelijke naam van de soort is voor het eerst geldig gepubliceerd in 1968 door Dawson.